# Вашингтон (Індіана)
Вашингтон (англ. Washington) — місто (англ. city) в США, в окрузі Дейвісс штату Індіана. Населення — 12 017 осіб (2020).

## Географія
Вашингтон розташований за координатами 38°39′33″ пн. ш. 87°10′19″ зх. д. / 38.65917° пн. ш. 87.17194° зх. д. (38.659117, -87.171808).  За даними Бюро перепису населення США в 2010 році місто мало площу 12,35 км², з яких 12,25 км² — суходіл та 0,10 км² — водойми.

## Демографія
Згідно з переписом 2010 року, у місті мешкало 11 509 осіб у 4558 домогосподарствах у складі 2849 родин. Густота населення становила 932 особи/км².  Було 5067 помешкань (410/км²).
Расовий склад населення:
| - 89,2 % — білих - 1,1 % — чорних або афроамериканців - 1,1 % — азіатів - 0,3 % — корінних американців - 0,1 % — вихідців з тихоокеанських островів - 6,4 % — осіб інших рас |

До двох чи більше рас належало 1,9 %. Частка іспаномовних становила 9,6 % від усіх жителів.
За віковим діапазоном населення розподілялося таким чином: 25,5 % — особи молодші 18 років, 58,6 % — особи у віці 18—64 років, 15,9 % — особи у віці 65 років та старші. Медіана віку мешканця становила 37,3 року. На 100 осіб жіночої статі у місті припадало 92,9 чоловіків;  на 100 жінок у віці від 18 років та старших — 91,1 чоловіків також старших 18 років.
Середній дохід на одне домашнє господарство  становив 52 577 доларів США (медіана — 41 445), а середній дохід на одну сім'ю — 64 080 доларів (медіана — 53 180). Медіана доходів становила 38 807 доларів для чоловіків та 26 947 доларів для жінок. За межею бідності перебувало 18,2 % осіб, у тому числі 25,4 % дітей у віці до 18 років та 10,3 % осіб у віці 65 років та старших.
Цивільне працевлаштоване населення становило 5121 осіб. Основні галузі зайнятості: виробництво — 21,6 %, освіта, охорона здоров'я та соціальна допомога — 19,7 %, мистецтво, розваги та відпочинок — 10,8 %, роздрібна торгівля — 10,1 %.